# Skrave Sogn
Skrave Sogn er et sogn i Malt Provsti (Ribe Stift).
Skrave Sogn hørte til Frøs Herred i Haderslev Amt. Skrave sognekommune blev ved kommunalreformen i 1970 indlemmet i Rødding Kommune, der ved strukturreformen i 2007 indgik i Vejen Kommune.
I Skrave Sogn ligger Skrave Kirke. Sognet hørte indtil 2007 til Tørninglen Provsti, men kirken har ikke det karakteristiske Tørninglen-spir, der er rejst over 4 trekantgavle.
I sognet findes følgende autoriserede stednavne:
- Bejstrupgård (landbrugsejendom)
- Kongsbjerg (areal)
- Krogstrup (bebyggelse)
- Københoved (bebyggelse, ejerlav)
- Københoved Skov (areal)
- Københoved Østermark (bebyggelse)
- Københovedskov (bebyggelse)
- Langetved (bebyggelse, ejerlav)
- Langetved Mark (bebyggelse)
- Langetvedskov (bebyggelse)
- Skrave (bebyggelse)
- Trædeeng (bebyggelse)

## Afstemningsresultat
Folkeafstemningen ved Genforeningen i 1920 gav i Skrave Sogn 491 stemmer for Danmark, 29 for Tyskland. Af vælgerne var 192 tilrejst fra Danmark, 21 fra Tyskland. 